# Sennheiser
Sennheiser electronic GmbH & Co. KG er et tysk firma som laver mikrofoner, hovedtelefoner og tilbehør til telefoner. Selskabet blev etableret i 1945. I 1946 sendte Sennheiser sit første produkt på markedet; en mikrofon udviklet for Siemens.
Sennheiser har hovedkontor i Wennebostel, nær Hannover i Tyskland. I 2010 omsatte virksomheden for 468 millioner euro.
Sennheiser ejer 50% af Sennheiser Communications A/S, der producerer og udvikler headsets. Den anden halvdel af Sennheiser Communications A/S ejes den danske virksomhed Demant A/S.

## Galleri
- Sennheiser hovedtelefon MX400ii.
- Neumann U87, fremstillet af Sennheiser siden 1991.
- Magnetiske mikrofoner brugt af Stasi

## Eksterne links
- Sennheisers hjemmeside

- Wikimedia Commons har flere filer relateret til Sennheiser

| Tyskland | Spire Denne artikel om et firma eller en virksomhed i Tyskland er en spire som bør udbygges. Du er velkommen til at hjælpe Wikipedia ved at udvide den. |

52°31′49″N 9°45′9″Ø / 52.53028°N 9.75250°Ø
1. ↑  Navnet er anført på bokmål og stammer fra Wikidata hvor navnet endnu ikke findes på dansk.